# Bartholomew a une dent contre les roues
 (juillet 2020).
Pour plus de détails, voir Fiche technique et Distribution.
Bartholomew a une dent contre les roues (Bartholomew Versus the Wheel en anglais) est un cartoon américain Merrie Melodies de 1964 réalisé par Robert McKimson. 